# إل فراغو
بلدية إل فراغو (بالإسبانية: El Frago) هي بلدية تقع في مقاطعة سرقسطة التابعة لمنطقة أراغون شمال شرق إسبانيا.

## الديموغرافيا
بلغ عدد سكان بلدية إل فراغو 107 نسمة عام 2011 (وفقاً للمعهد الوطني الإسباني للإحصاء).
| 106 | 96 | 134 | 125 | 115 | 115 | 107 |